# Sant Joan d'Alacant
Sant Joan d'Alacant és una vila i municipi del País Valencià situat a la comarca de l'Alacantí. És el centre geogràfic de l'antiga Horta d'Alacant.
| Mutxamel | Mutxamel | El Campello         |
| Mutxamel |          | El Campello         |
| Alacant  | Alacant  | El Campello Alacant |

Es troba dins de l'àrea metropolitana d'Alacant amb qui compartix serveis com el de bombers o els transports urbans. El seu creixement demogràfic és en un principi degut a la seua ubicació, en els últims anys està assolint un espai propi amb el turisme, i activitats culturals i acadèmiques, a causa de tindre campus universitari adscrit a la Universitat Miguel Hernández d'Elx, així com la construcció de la Casa de la Cultura, entre d'altres.

## Geografia
Sant Joan es troba al centre geogràfic de l'antiga comarca de l'Horta d'Alacant. Limita al nord-oest amb Mutxamel i amb el Campello i Alacant al sud. Compartix amb eixos municipis i la resta de l'àrea metropolitana nombrosos serveis, com ara els bombers i el transport urbà.
Es troba en un terreny pràcticament pla, la seua altitud sobre el nivell de mar és de 40 m, i la superfície total del terme no sobrepassa dels 10 km². El clima és suau i temperat, i l'únic riu que travessa parcialment el terme és el Montnegre, que discorre pel nord, marcant el límit amb el Campello.
Delimita amb les poblacions d'Alacant (a 7 km), Mutxamel (a 1 km) i El Campello (a 3 km).

### Clima
Sant Joan d'Alacant gaudix de 180 dies clars a l'any i un clima amb temperatures mitjanes superiors als 11 graus a l'hivern i al voltant de 20 a l'estiu, amb una màxima mitjana a l'agost inferior a 30 graus i una mínima mitjana al gener superior als 6 graus, sent la de novembre a febrer superior a les de Múrcia i València.

## Història
Es tenen fosques notícies de l'aparició de restes romanes en el seu terme. Alguns el relacionen amb un assentament romà anomenat Lloixa (una de les partides del municipi). Alguns altres autors atribuïxen a Sant Joan un origen àrab, ja que existixen topònims àrabs en el seu terme (partida Benialí, caseriu de Benimagrell). En tot cas, la història de Sant Joan és estretament relacionada amb Alacant, ja que es troba al centre de l'Horta d'Alacant.
El lloc va ser conquerit gairebé al mateix temps que Alacant per tropes de Jaume el Conqueridor i, igualment que la capital, després de romandre un principi sota sobirania del Regne de Castella des del 1246 per un espai breu de cinquanta anys, passà ser definitivament sota sobirania del Regne de València amb Jaume el Just per la Sentència Arbitral de Torrelles.
En aquella època, al terme municipal la majoria era tagarina, que vivien als poblats de Benialí i Benimagrell, i resultava ser refugi de mudèjars rebels o perseguits provinents d'Alacant. Més tard, la mesquita àrab que es troba en Benialí fou consagrada a Sant Joan Baptista, i això feu canviar el nom del poblat. Durant diversos segles, Sant Joan i Benimagrell hi van seguir considerats com a nuclis poblacionals independents que depenien d'Alacant.
Els atacs pirates del segle xvi i, especialment l'episodi protagonitzat pel pirata Dragut, obligaren a la construcció de diverses torres de vigilància per a defendre i alertar d'atacs barbarescos, si bé algunes d'eixes torres es van construir sobre anteriors construccions andalusines.
En 1593, Sant Joan i Benimagrell aconseguixen la categoria de règia universitat, un pas intermedi cap a la segregació municipal d'Alacant. No obstant això, tornaren sota jurisdicció completa de la capital en 1619 pel "Tractat d'Agregació i Concòrdia", a causa de problemes econòmics derivats en la construcció del pantà de Tibi. No obstant això, s'independitza definitivament el 1779, com a "Sant Joan d'Alacant", amb els termes que ara té. El 1885 adquirí el títol de vila.
L'expulsió dels moriscos en 1609 per Felip III tingué un ressò negatiu en l'agricultura i la indústria, branques en què els tagarins hi eren experts. Moltes famílies dels quals hi hagueren d'emigrar, escurçant dràsticament el cens de la població.
L'església del poble és mencionada des del 1338. Reconstruïda de nova planta el 1601 va sofrir importants reformes el 1862. Conserva interessants restes epigràfiques. La capella dedicada al Santíssim Crist de la Pau data de la primera meitat del segle xviii.
El caseriu de Benimagrell conserva una ermita gòtica dedicada a Sant Roc. Situada al cor de l'anomenada Horta d'Alacant, a la qual sort va unida la seua història, la població tenia uns 200 habitants a finals del segle xv i uns 1.035 a mitjan segle xvi. Després de l'expulsió dels moriscos, sortiren de Sant Joan al voltant de 70 famílies de repobladors, de sort que el 1646 tenia uns 972 habitants.
Durant la Guerra de Successió el lloc es va destacar per les seues simpaties austracistes: en ell trobà auxili el capitost Garcia d'Àvila, per la qual cosa va sofrir la repressió de l'exèrcit borbònic del bisbe de Cartagena, Lluís Belluga. Ràpidament recuperat, cap al 1735 ja sumava prop de 3055 habitants, i el 1794, uns 4765. El 1812 va sofrir l'acció de les tropes franceses, que hi assassinaren 29 veïns.
Durant el segle xix, les dificultats de l'agricultura obligaren la població a emigrar, sobretot al Nord d'Àfrica, la qual cosa, juntament amb les contínues epidèmies, va provocar un descens en el nombre d'habitants, que no recuperarà el nivell del 1704 fins a la dècada de 1950: 3.773 habitants cap al 1845; 2.685 el 1920, i a partir d'eixa data inicia una recuperació continuada que s'accelera degut a l'alta tasa d'immigració a partir de les dècades del 1950 i 1960.
A partir dels anys 40 experimenta un fort desenvolupament urbanístic. La tradició residencial, que hi data del segle xviii, coneix actualment un fort desenvolupament. Els últims governs socialistes han aprovat plans urbanitzadors que afecten a la quasi totalitat del terme. El 1994 tenia 10.522 habitants i tan sols 9,6 km² d'extensió i en 2000 abasta ja els 16.895 moradors, el 2005 va sobrepassar els 21.000.

## Demografia
Cap a 1845, la població rondava els 3.800 habitants. Al final del segle xix i principis del XX, el municipi va ser un lloc d'emigració, especialment cap a les colònies franceses del nord d'Àfrica. Així, en 1900 la població havia descendit als 3.326 habitants; en 1920 era de 2.907. A partir de la dècada de 1920, la població va augmentar gradualment, fins a presentar unes altes taxes de creixement demogràfic a partir de la dècada de 1950-1960, degudes a l'assimilació de Sant Joan a l'àrea metropolitana d'Alacant com principalment zona residencial: 3.912 habitants en 1950, 5.062 en 1960, 7.162 en 1970; en 1994, tenia 10522 habitants; l'any 2000 la xifra ascendia a 16.895, que passen a ser 19.711 habitants segons el padró de gener del 2005, convertint-se en el 21è municipi per ordre de població de la província d'Alacant.
A data de 2022, Sant Joan d'Alacant tenia 24.450 habitants (INE).
| any  | habitants |
| ---- | --------- |
| 1842 | 3.773     |
| 1877 | 3.282     |
| 1887 | 2.951     |
| 1897 | 3.167     |
| 1900 | 3.320     |
| 1910 | 3.305     |
| 1920 | 2.661     |
| 1930 | 2.910     |
| 1940 | 3.509     |
| 1950 | 3.947     |
| 1960 | 5.019     |
| 1970 | 7.202     |
| 1981 | 9.813     |
| 1991 | 13.555    |
| 2000 | 16.895    |
| 2010 | 22.138    |
| 2020 | 24.367    |

## Política i Govern

### Composició de la Corporació Municipal
El Ple de l'Ajuntament està format per 21 regidors. En les eleccions municipals espanyoles de 2023 foren elegits 9 regidors del Partit Popular (PP), 8 del Partit Socialista del País Valencià (PSPV), 2 de Compromís per Sant Joan d'Alacant (Compromís) i 2 de Vox. En les eleccions municipals de 26 de maig de 2019 foren elegits 7 regidors del PSPV-PSOE, 6 del PP, 4 de Cs, 2 de Compromís, 1 de Vox i 1 de Podem.

### Alcaldes
En 2023 fou escollit alcalde Santiago Román Gómez del Partit Popular (PP), al que va afiliar-se gener de 2023 quan era alcalde, mantenint el càrrec com a trànsfuga juntament amb altres regidors del Ciutadans - Partit de la Ciutadania (Cs). Santiago Román s'havia convertit en alcalde en 17 de juliol de 2021 en virtut del pacte de govern al que havien arribar Ciutadans i el Partit Socialista del País Valencià (PSPV) per repartir-se l'alcaldia durant la legislatura 2019-2023, corresponent la primera meitat a Jaume Albero Gabriel, que havia estat alcalde des de 2015.
| Període                       | Alcalde o alcaldessa                                  | Partit polític   | Data de possessió     | Observacions                  |
| ----------------------------- | ----------------------------------------------------- | ---------------- | --------------------- | ----------------------------- |
| 1979–1983                     | Francisco Burillo Reyes                               | UCD              | 19/04/1979            | --                            |
| 1983–1987                     | Vicente Baeza Cardona                                 | PSPV-PSOE        | 28/05/1983            | --                            |
| 1987–1991                     | Francisco Burillo Reyes                               | CDS              | 30/06/1987            | --                            |
| 1991–1995                     | Francisco Burillo Reyes                               | PP               | 15/06/1991            | --                            |
| 1995–1999                     | Francisco Burillo Reyes Francesc de Paula Seva i Sala | PP PSPV-PSOE     | 17/06/1995 07/03/1997 | Moció de censura PSPV-PSOE -- |
| 1999–2003                     | Francesc de Paula Seva i Sala                         | PSPV-PSOE        | 03/07/1999            | --                            |
| 2003–2007                     | Francesc de Paula Seva i Sala                         | PSPV-PSOE        | 14/06/2003            | --                            |
| 2007–2011                     | Edmundo Juan Seva García                              | PSPV-PSOE        | 16/06/2007            | --                            |
| 2011–2015                     | Manuel Aracil Llorens                                 | PP               | 11/06/2011            | --                            |
| 2015–2019                     | Jaume Albero Gabriel                                  | PSPV-PSOE        | 13/06/2015            | --                            |
| 2019-2023                     | Jaume Albero Gabriel Santiago Román Gómez             | PSPV-PSOE C's/PP | 15/06/2019 17/07/2021 | Pacte de govern --            |
| Des de 2023                   | Santiago Román Gómez                                  | PP               | 17/06/2023            | --                            |
| Fonts: Generalitat Valenciana |                                                       |                  |                       |                               |

## Economia i serveis
El sector econòmic principal del poble era originàriament agrícola, les activitats econòmiques s'han anat concentrant cada vegada més cap al sector terciari.
El municipi presenta una important xarxa de centres comercials i d'oci. Al nucli urbà es troben nombrosos comerços i restaurants, i en els marges de la carretera a València (la N-332) s'ha creat una avinguda comercial: grans superfícies, productes d'alimentació, roba, mobles, decoració, i un ampli espai dedicat a l'oci i l'entreteniment.

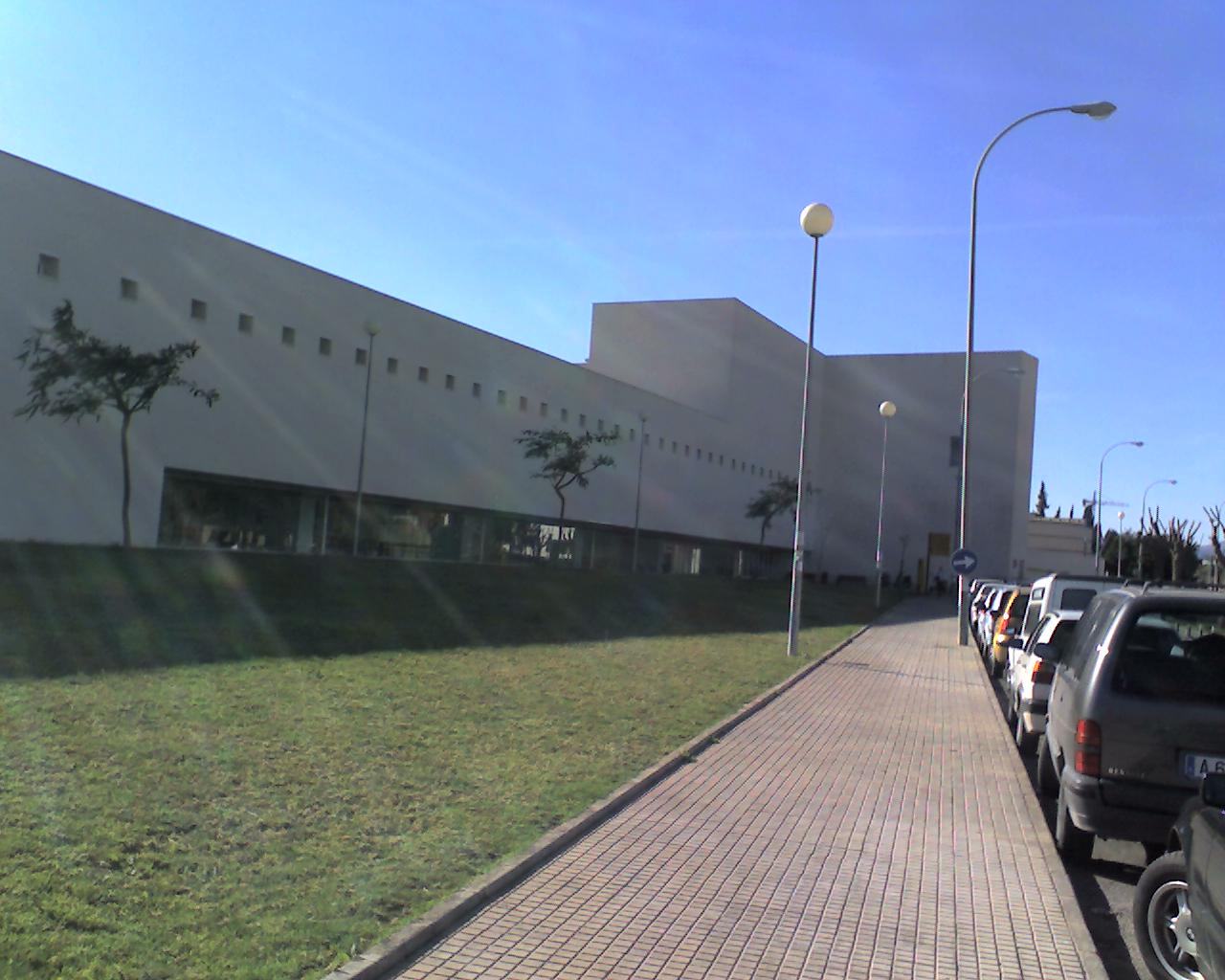
Edifici del Campus de Sant Joan d'Alacant de la UMH

La seua proximitat a Alacant (amb la que es comunica per la N-332 i l'AP-7) i a la platja de Sant Joan (a 2 km), fa que l'activitat econòmica de Sant Joan siga inseparable de la de la ciutat d'Alacant i de la de la resta de municipis de l'àrea metropolitana corresponents. Un gran nombre de ciutadans de Sant Joan treballen a Alacant, en els comerços situats al terme municipal treballen habitants de poblacions pròximes, i ales grans superfícies venen consumidors de tota la comarca.
En el terme municipal de Sant Joan (al marge de la N-332), es troba l'Hospital Universitari de Sant Joan, un dels més importants de la província pel seu centre d'oncologia, que es troba formant un complex amb el Centre de transfusions de la Comunitat Valenciana i el campus de Ciències de la Salut de la Universitat Miguel Hernández d'Elx. En eixe últim es troben les Facultats de Farmàcia i de Medicina i en ell s'impartixen les carreres de Medicina, Farmàcia, Fisioteràpia, Teràpia ocupacional i Podologia; ací es troben diversos centres investigadors com l'Institut de Neurociències UMH-CSIC i l'Institut d'Investigació de Drogodependències.
A proximitat del campus i l'Hospital Universitari, i també en el terme municipal de Sant Joan, es troba el Centre Psiquiàtric, dependent de la Diputació d'Alacant.

## Activitats
El Poliesportiu Municipal es convertix en dinamitzador de les activitats esportives, a través de la Fundació Esportiva Municipal, amb la realització d'Escoles Esportives per als més menuts, així com el desenvolupament de diferents lligues esportives d'àmbit provincial i autonòmic. Disposa d'àmplies instal·lacions per a la pràctica de multitud de disciplines esportives.
Sant Joan d'Alacant disposa d'un ampli ventall d'activitats culturals, sent la Casa de Cultura el lloc de trobada de bona part d'elles. L'oferta cultural es renova mensualment en les seues activitats teatrals, dansa, etc.

## Gastronomia
La gastronomia típica de Sant Joan està basada en els orígens d'un poble que tradicionalment va ser agricultor, per la qual cosa va emprar els productes de la seua horta en l'alimentació diaria de les seues gents i que amb el temps s'ha convertit en la "Cuina" de sempre. Els plats més típics són la Paella o Arròs a l'alacantina, l'Arròs amb ceba, l'Olleta i el Bollitori. Quant a rebosteria, ens trobem amb la Coca de Sant Joan o "Coca amb tonyina", Coca amb sardines, tomaques i pimentons, "Coca amb molles", rotlles i pastís d'ametles. D'altra banda, les begudes més típiques, corresponen als refrescos estiuencs com són l'orxata d'ametles, el "café gelat" (café granissat), "aigua llimó" (llima granissada) o llet merengada.

## Festes
Festes Patronals
Sant Joan d'Alacant celebra del 20 al 24 de juny les seues Festes Patronals en honor a Sant Joan Baptista, patró de la localitat i titular de la parròquia.
El municipi de Sant Joan d´Alacant, està a menys 10 quilòmetres de la ciutat d'Alacant, on en aquest municipi celebren també les Fogueres de Sant Joan. L'any 1928, a la ciutat d'Alacant, coincidint amb la festa de Sant Joan i prenent la idea de les fogueres tradicionals, van començar a celebrar-se les actuals Fogueres gràcies a l'impuls de diversos entusiastes com a Sr. José María Py. Es tractava d'uns monuments de fusta i cartó formats per ninots, molt similars als de les falles de València.
Va ser l'enlairament de la festa oficial de la ciutat d'Alacant, la qual cosa al seu torn va provocar el declivi de les festes de Sant Joan, que es van mantindre tímidament amb els seus senzills actes festers. No obstant això, en 1967 el costum alacantí de fogueres amb ninots va acabar arribant a Sant Joan . Aqueix any, alguns veïns van formar la Penya Taurina de Colom Linares, entre els quals es trobaven Sr. José García Gálvez, president i ànima de la festa durant molts anys. Amb quantitat sobrant de la penya, van decidir costejar festa per al dia de Sant Joan i muntar una foguera de l'artista Sr. Ramón Marco.
Per a portar-la avant van comptar amb l'ajuda dels veïns del carrer Sant Antoni i la plaça Maisonnave. També es va nomenar a una Bellea per a les festes, figura representativa d'indiscutible importància en qualsevol comissió fogueril.
En 1969 es va formalitzar ja la foguera com a comissió festera i van començar a desenvolupar-se aquestes festes amb tots els seus actes i característics.
Alguns anys després, la foguera va començar a ser construïda per la comissió juntament amb la foguera infantil que es va plantar durant molts anys en el mercat per l'afició dels veïns. Entre els anys 70 i 80, les fogueres del poble de Sant Joan van viure els seus anys d'esplendor, generant-se una gran afició per part de molts veïns que plantaven monuments i barraques en nombroses zones. Alguns barris com Navarregui o Canyaret van destacar per ser especialment fogueriles.
En l'actualitat existeix tan sols la comisión de la Foguera Plaza Maisonnave, l'originalment creada en 1969, la qual planta en l'actualitat tres fogueres: Plaza Maisonnave, major i infantil, i Plaza de la Constitució.
La Comissió de Festes de Fogueres de Sant Joan d'Alacant , organitzadora dels actes, i l'Ajuntament de Sant Joan d'Alacant preparen una diversa programació amb l'objectiu de fer arribar la festa del foc al major nombre possible de veïns i visitants. Fins a arribar a la nit del dissabte 24, els carrers i places de Sant Joan acolliran despertàs, cercaviles, concerts, tres mascletàs, actividades para niños i majors, la ofrena de Flors, la processó i les cremàs de fogueres.
A més de les tres fogueres oficials que es cremen el dia 24 a la nit, el divendres 23 tindrà lloc la tradicional Nit de Sant Joan, amb la Cremà de la Foguera Tradicional 'Isidro Buades' d'andròmines velles en la nit més màgica de l'any.
Des del dia 20 de juny es planten a Sant Joan tres monuments fogueriles, la Foguera Oficial, plantada al costat de l'ajuntament, ha recuperat una ubicació que ja va tindre en el passat, un canvi que ha permés ampliar el Racó de la Foguera, on es reuneixen unes 400 persones, entre comissionats i persones que lloguen taules per a gaudir d'uns dies de festa. Aquest canvi d'ubicació també fa que la cremà de la Foguera Oficial es puga presenciar, amb més comoditat i les mesures de seguretat exigibles, des de tres ubicacions diferents: l'Avinguda la Rambla, la Plaça Maisonnave, i la Plaça d'Espanya.
La Comissió de Festes de Fogueres de Sant Joan traslladarà la festa a tots els racons amb cercaviles, visites a l'ajuntament i a entitats i establiments col·laboradors.
El dijous 22 de dia és el Dia del Xiquet Santjoaner. A la vesprada, des de les 19.00 hores, la Comissió de Festes de Fogueres de Sant Joan ha preparat multitud d'activitats per als més xicotets com una globotà, jocs i un concert.
Per al divendres 23, vespra de Sant Joan, està programat un dels actes principals de les festes, com és l'Ofrena de Flores. La desfilada començarà a les 20.30 hores en la Plaça de la Constitució, des d'on diversos centenars de representants d'entitats festeres honraran al Sant Patró, Sant Joan Baptista. I aqueixa mateixa nit, programa doble, amb la Cremà de la Foguera Tradicional 'Isidro Buades' seguit d'un concert en el Racó Fogueril (24:00 hores) . El dia gran de les festes, el dissabte 24, començarà amb una despertà de pólvora, música i campanes. A les 12.00 hores tindrà lloc la Missa Major en la Parròquia de Sant Joan Baptista i a les 14.00 hores es dispararà la tercera i última mascletà. A la vesprada, la processó amb Sant Joan recorrerà els principals carrers del municipi, acompanyada per veïns i devots. I a la nit, a les 00.00 hores tindrà lloc la cremà de la Foguera de la Plaça de la i una hora després, la cremà de la Foguera Oficial i la Foguera Infantil, situades al costat de l'ajuntament.
Altres actes de Fogueres són 
- Elecció de les Belleses del Foc i les seues Dames d'Honor
- Pregon de Fogueres 
- Concert de Fogueres 
- Carrera ciclista de Fogueres 
- Carrera nocturna 5K i 10k 
- Visita Cremà Residència Ferroviaris i Centres escolar
Les festes majors se celebren en Honor al Santíssim Crist de la Pau, que se celebren del 12 al 16 de setembre:
- El dia 12 té lloc la gran desfilada d'entrada de penyes que transcorre per l'Av. Jaume I, La Rambla i finalitza a la plaça d'Espanya, davant de l'Ajuntament. A les 12 en punt de la nit tradicional Alba i a continuació pregó anunciador de les festes a càrrec de la Reina de l'any anterior. Tot seguit es dispara un ramell de focs artificials.
- El dia 13 es realitzen activitats i jocs per als xiquets durant tot el dia. A poqueta nit comença l'ofrena de flors al Santíssim Crist de la Pau. A la nit un espectacle de llum i so amb elements de foc i una mascletà nocturna.
- El dia 14 és el Dia Major. Al migdia es dispara la gran mascletà. A la vesprada es realitza la solemne processó en què el Santíssim Crist de la Pau va acompanyat per milers de devots en triomfal recorregut pels carrers de la vila, disparant-se focs artificials a l'eixida i a l'entrada del Santíssim Crist.
- El dia 15 seguixen les activitats per als més menuts, realitzant-se un concurs de disfresses a la vesprada, en el que tots els xiquets que participen es porten un regal. Igualment a la nit hi ha un gran desfilada de disfresses per a majors, organitzat per la Junta de Penyes de Sant Joan.
- El dia 16 culminen les Festes amb la grandiosa desfilada de carrosses.

L'organització de la festa va a càrrec de la regidoria de festes, de la comissió de festes i de la junta de penyes, la qual representa a totes les penyes del poble.
Altres dies relacionats amb la Festa són:
- Elecció de les Reines i Dames del Crist majors i infantils en les mes de Març.
- Concurs nacional del cartell anunciador del llibre de festes al maig.
- El segon dissabte de juliol se celebra el dia de les penyes fent una banyà i després un sopar.
- Coronació i presentació de les Reines i Dames de les Festes l'últim cap de setmana d'Agost.
- Concurs de paelles entre les penyes el diumenge anterior a les festes.